# Lewis Stevenson
Pour les articles homonymes, voir Stevenson.
Lewis Stevenson, né le 5 janvier 1988 à Kirkcaldy, est un footballeur écossais qui évolue au poste de défenseur ou milieu de terrain à Raith Rovers.

## Biographie
Lewis Stevenson signe son premier contrat professionnel avec Hibernian en 2005.
Le 30 mai 2024, le club de Raith Rovers annonce la signature du joueur pour deux saisons, après 19 ans passés à Hibernian.

### International
Le 29 mai 2018, il fait ses débuts internationaux pour l'Écosse dans un match amical contre le Pérou, à Lima (défaite 2-0).

## Palmarès
- Hibernian FC
  - Vainqueur de la Coupe d'Écosse en 2016
  - Vainqueur de la Coupe de la Ligue écossaise en 2007
  - Champion de deuxième division en 2016-2017

### Distinctions personnelles
- Membre de l'équipe-type de Scottish Championship en 2015 et 2017